# Traian (okręg Tulcza)
Traian – wieś w Rumunii, w okręgu Tulcza, w gminie Cerna. W 2011 roku liczyła 1019 mieszkańców.